# Jorge Brásov
Jorge Mijáilovich Brásov (en ruso: Георгий Михайлович Брасов; 1910 - 1931), fue un noble ruso, hijo del último emperador de Rusia, Miguel II, junto a su esposa morganática, la princesa Natalia Serguéyevna Románovskaya-Brásova. En su niñez llevó el título de conde Brásov, aunque más tarde el gran príncipe Cirilo Vladímirovich lo elevó a príncipe. Hubo de marchar al exilio en 1918 y pasó el resto de su vida en Francia, donde murió en un accidente automovilístico en 1931.

## Biografía

### Primeros años
Jorge nació en el apartamento de su madre en Moscú, como hijo del gran duque Miguel Aleksándrovich y su amante, Natalia Sheremétievskaya. Su padre era el hijo de Alejandro III y María Fiódorovna y hermano de Nicolás II, último zar de Rusia. 
Al momento de nacer, su madre estaba casada con el oficial Vladímir Vladímirovich Wulfert, quien había sido compañero del gran duque Miguel en el Regimiento Azul de la zarina María Fiódorovna en Gátchina. Ante el escándalo por el affaire, Wulfert fue transferido a Moscú y el gran duque a los Húsares de Cherníhov en Oriol. El temor de su madre era que Wulfert reclamara la custodia de su hijo por lo que inició el proceso de divorcio; sin embargo, el proceso terminó después del nacimiento de Jorge y se dictaminó que la fecha del divorcio fuera retroactiva. Se especuló que a Wufert se lo sobornó con 200.000 rublos.
Jorge fue bautizado el 22 de septiembre de 1910 en la Iglesia de San Basilio de Cesarea en Moscú y fue nombrado en honor a su tío, el gran duque Jorge Aleksándrovich, quien había fallecido en 1899. El 13 de noviembre de ese año, el zar Nicolás II decretó que el niño tomaría el apellido de una de las propiedades del gran duque Miguel, Brásovo en Oriol, por lo que fue llamado Jorge Mijáilovich Brásov.
Su padre era el segundo en la línea de sucesión al trono de Rusia después del zarévich Alexéi; pero Alexéi era hemofílico y se temía que no llegara a reinar. Las leyes de la Casa Imperial rusa establecían que ningún miembro de la familia imperial podía casarse sin el permiso del zar. En 1912 el zarévich Alexéi sufrió una fuerte hemorragia lo que colocaba al gran duque Miguel Románov más cerca del trono. Sin embargo, en octubre de ese año los padres de Jorge se casaron secretamente en Viena. Tras trasladarse a Cannes, el gran duque Miguel por carta informó de su matrimonio al zar quien, junto a la familia imperial, se sorprendió por la falta del sentido del deber en un momento en que la situación del zarévich era grave.
El gran duque Miguel y su familia fueron exiliados de Rusia y pasaron por distintos hoteles de Europa hasta establecerse en Knebworth House, Londres (1913).

### Primera Guerra Mundial
En 1914 al estallar la Primera Guerra Mundial su padre le pidió al zar regresar a Rusia para unirse al Ejército. Nicolás II concedió la petición y la familia se instaló en una villa en Gátchina ya que a su madre no le estaba permitido habitar uno de los palacios imperiales. Además el gran duque le pidió a su hermano legitimar a Jorge a lo que el zar respondió seis meses después mediante un decreto en el que también le concedía el título de conde. Sin embargo, Jorge estaba excluido de la línea de sucesión.
Para 1916, su padre tuvo que dejar el frente por unas úlceras estomacales y la familia se trasladó a Crimea y luego a Brásovo, donde pasó la Navidad. 

### Revolución rusa
En febrero de 1917 estalló la llamada Revolución de Febrero y el zar abdicó en su nombre y en el del zarévich dejándole el trono al gran duque Miguel. Sin embargo, su padre decidió no aceptar el trono hasta que su elección fuera ratificada por la Asamblea constituyente rusa. El gran duque y su familia fueron puestos bajo arresto domiciliario en su villa de Gátchina hasta septiembre. Al mes siguiente Aleksander Kerensky fue depuesto y los bolcheviques tomaron el poder a raíz de la Revolución de Octubre. 
Ante la situación la familia decidió trasladarse a Finlandia y Jorge junto a "Tata" (Natalia, hija del primer matrimonio de su madre) fueron enviados a la finca de Vladímir Nabókov, padre del escritor del mismo nombre. Sin embargo, el plan fue descubierto por los bolcheviques y fueron puestos bajo arresto domiciliario en Gátchina.
En marzo de 1918, su padre fue exiliado a la remota ciudad de Perm y su madre buscó ayuda en unos amigos, los príncipes Putyatin. Los Putyatin poseían un apartamento al costado de la embajada danesa en San Petersburgo y su madre les pidió a los daneses que se llevaran clandestinamente a Jorge. El coronel danés Cramer refugió a Jorge y a su niñera en una casa de la calle Serguéievskaya por un mes. En un tren que transportaba prisioneros de guerra alemanes Jorge y su niñera viajaron encubiertos con pasaportes falsos (el de la esposa e hijo de un oficial austriaco) acompañados por el capitán Sorensen ya que ambos no hablaban alemán y si eran descubiertos la niñera podía ser fusilada como espía. Al llegar a la embajada danesa en Berlín el embajador, el conde Carl Molltke, los puso bajo protección. Al enterarse del escape el káiser Guillermo II decidió obviar el hecho de que la niñera, británica, era enemiga extranjera y les permitió continuar hasta Copenhague.

### Exilio
El 13 de junio de 1918 su padre fue asesinado por la Cheka (policía secreta bolchevique). Su madre, quien pensaba que el gran duque aún seguía con vida, y su medio hermana escaparon a Kiev que era controlada por los alemanes. Tras un armisticio en noviembre de 1918, la Marina Real británica evacuó a su madre y a su medio hermana, con quienes se encontró en una casa alquilada en Sussex, Inglaterra.
En 1919, Jorge fue matriculado en el St Leonards-on-Sea College y al año siguiente fue trasladado a la Harrow School. Para 1927, las dificultades financieras de su madre la obligaron a mudarse a un apartamento en París, pero él se quedó en Inglaterra a terminar el año escolar. Al trasladarse a Francia fue puesto en otro internado, la École des Roches en Verneuil, y luego ingresó a La Sorbona.
En 1928, el gran duque Cirilo Vladímirovich, quien se había autoproclamado zar en el exilio, le concedió el título de príncipe.

### Muerte

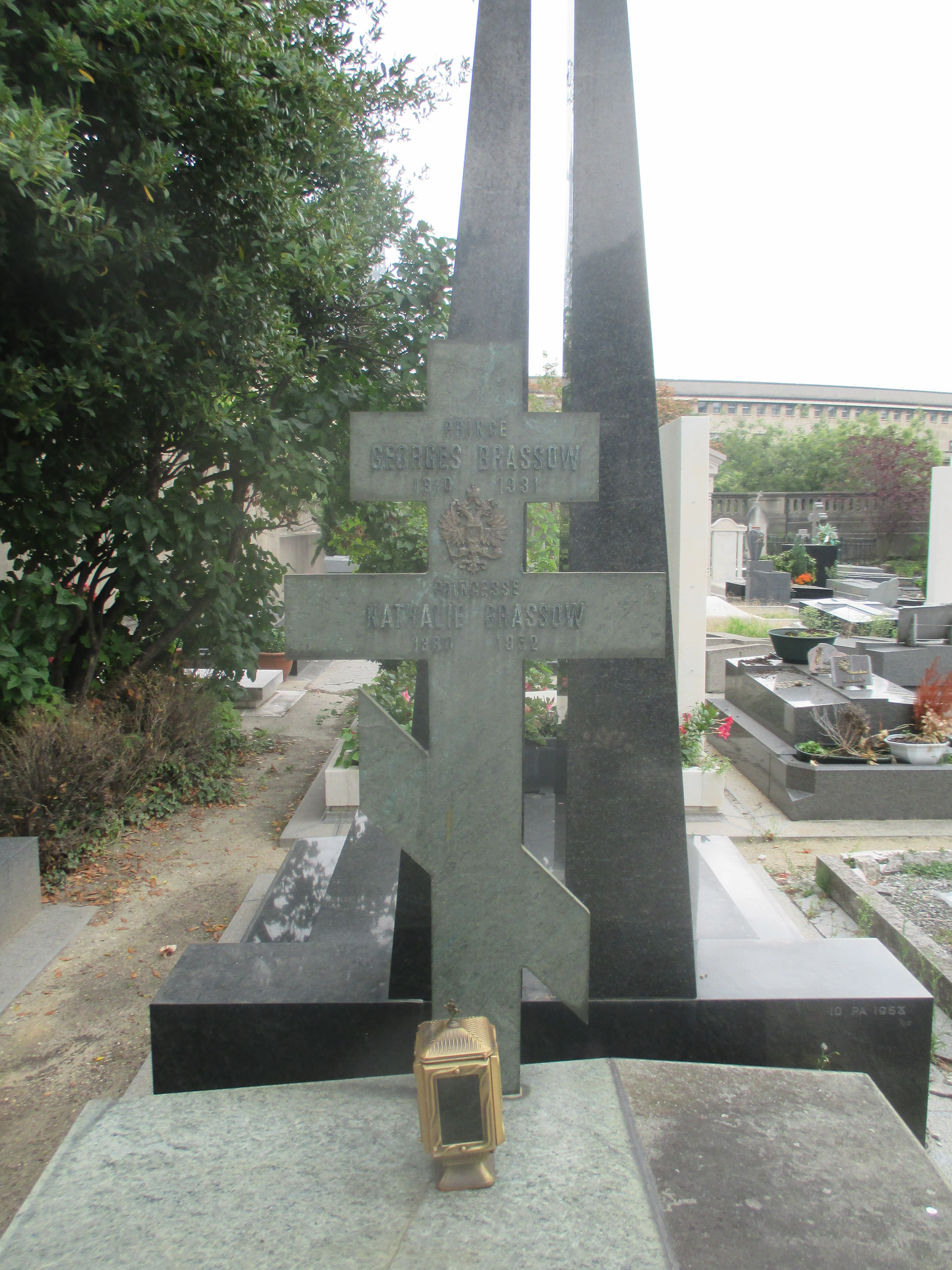
Sepultura de los Brásov en el cementerio de Passy.

En 1928, su abuela, la emperatriz María, murió en el exilió y él heredó su patrimonio junto a sus tías, las grandes duquesas Olga y Xenia. Con parte de su herencia compró un Chrysler deportivo y en el verano de 1931, tras terminar sus exámenes en La Sorbona, planeó unas vacaciones en el Sur de Francia junto a su amigo, el holandés Edgar Moneanaar, prometiéndole a su madre regresar para su 21º cumpleaños. El 20 de julio, en el camino de París a Cannes, cerca de Sens, el automóvil se salió de la carretera y chocó contra un árbol. Moneanaar, que conducía el auto, murió, y Jorge, con los muslos rotos y graves heridas internas, fue llevado a un hospital. Su madre pudo llegar al hospital pero a las 11:30 a. m. del día siguiente Jorge murió sin haber recobrado el conocimiento.
Curiosamente, dos años antes, su primo lejano, Lord Trematon, falleció también en un accidente de coche al chocar contra un árbol, en el camino de París a Lyon.
Fue enterrado en el cementerio de Passy en París. Su madre murió pobre de cáncer en 1952 y fue enterrada junto a él. La inscripción en la tumba dice Fils et Epouse de SAI Grand Duc Michel de Russie.
A pesar de no haber tenido derecho de sucesión al trono imperial, Jorge fue el último descendiente varón del zar Alejandro III, su abuelo.

## Títulos y tratamientos
Esta tabla aún no está actualizada. Puedes contribuir aportando información sobre títulos y tratamientos de esta persona.